# Gabe Lewis
Gabriel "Gabe" Susan Lewis (nascido em 1982) é um personagem fictício do seriado de comédia americano The Office, interpretado por Zach Woods. Ele é um personagem original e não tem contraparte na versão britânica da série. 
Ele aparece pela primeira vez na sexta temporada, onde é o Diretor Coordenador de Regiões Emergentes da sede do Sabre Corporate na Flórida. No final da 6ª temporada, ele é designado para ignorar a filial recentemente adquirida da Dunder Mifflin Scranton (a mais lucrativa de todas as filiais). No final da sétima temporada, o CEO Jo Bennett decide transferi-lo de volta para a Flórida, devido a problemas pessoais no escritório, devido à sua separação com a recepcionista Erin Hannon e sua hostilidade aberta com Andy Bernard. No entanto, na oitava temporada, Gabe está de volta ao escritório de Scranton sem nenhuma explicação na tela. No entanto, no episódio "Trivia" da 8ª temporada, Gabe descreve que a Corporate fez um acordo surpreendentemente ilógico com o escritório de Scranton, que teria Gabe em Tallahassee três dias por semana e em Scranton por dois, resultando em ter que voar todas as noites de a semana de trabalho entre os locais. Como revelado em "Moving On", ele foi retirado do Sabre após a liquidação da empresa, mas é contratado na filial de Scranton como o novo consultor de gerência do gerente regional Andy Bernard, numa tentativa de deixar Erin desconfortável depois que ela terminou com ele em para estar com o representante de atendimento ao cliente Pete Miller.

## Visão global
Gabe Lewis é o Diretor Coordenador de Regiões Emergentes da Sabre, inicialmente atuando como uma ligação entre a Corporação e a filial de Scranton. Um bajulador neurótico e uma pessoa silenciosamente insegura, muitas vezes se resignava a ser forçado a trabalhar em horas desumanas e não ter vida social como conseqüência do estilo imprevisível de administração do ex-CEO Jo Saber Bennett. Ao longo de suas aparências, fica claro que ele sofre de um relacionamento difícil com seus colegas de trabalho. Durante seu primeiro ano e meio na filial de Scranton, suas tentativas de ser respeitadas pelos demais funcionários do escritório terminaram em um fracasso constrangedor, pois ele não tem poder para controlar a filial, como fizeram alguns dos superiores anteriores (como Jan Levinson e David Wallace). E, embora a equipe, a princípio, parecesse simplesmente não lhe prestar atenção, ele logo se tornou pouco mais que uma piada, muitas vezes sendo insultado ou ridicularizado, apesar de seu status corporativo. Seu antigo espaço de trabalho era uma mesa no anexo, ao lado do RH Toby Flenderson, de frente para o Break Room; em seu episódio de retorno, ele foi mostrado montando uma mesa diminuta pela recepção, embora isso tenha sido removido em episódios subsequentes. 
O corte do produtor do "Comitê de Pesquisa" no DVD da sétima temporada detalha como Gabe veio trabalhar no Sabre; depois que Jo comprou Dunder Mifflin, ela precisava de um "fantasma", ou seja, alguém para "andar por aí, assustando as pessoas, mantendo-as na ponta dos pés e desaparecendo". Uma amiga dela então contou a ela sobre um homem que ela conhecia que se assemelhava a um, e foi para a escola de administração, para começar, começando assim seu mandato de dois anos e meio na empresa.

## Biografia
Gabe nasceu em 1982, provavelmente em algum lugar do estado da Flórida. Segundo Erin, ele era o "bebê mais longo do hospital". Ele pode ter nascido em 10 de maio, quando tentou comemorar seu aniversário em um episódio que ocorreu nessa data. Em "Turf War", ele se descreve como um "homem de 180 quilos sem gordura". Ele é um ateu autoproclamado, pois não acredita no Natal ou em Deus. Durante seu último ano de faculdade, ele estudou no Japão, que ele descreve como o "Melhor ano de sua vida". Ele mencionou ter um padrasto, que parece ser verbalmente abusivo com ele (como Gabe comenta que ele diz que sua voz "soa como Truman Capote, mas mais alegre").
Gabe demonstrou ter várias afinidades com indivíduos mórbidos que limitam a psicose. Ele é fascinado por filmes de terror, possuindo mais de 200 deles, e é fã do crescente movimento cinematográfico " Cinema do inquietante", que apresenta cenas desagradáveis editadas em conjunto sem nenhum enredo (porque "até a narrativa é reconfortante"), na esperança de perturbar o público. Em "Jury Duty", ele diz à equipe de câmeras que ama maternidades, porque, na sua opinião, elas são "a mistura perfeita de amor e horror" porque "as coisas podem dar tão errado ou tão certo".
Conforme revelado em "Gettysburg", as crianças pequenas tendem a confundi-lo com o ex- presidente Abraham Lincoln, o que dificulta sua participação em lugares como museus, monumentos históricos e escolas primárias.
Ele fica com nojo de baratas, como visto quando ele fugiu com um ar enjoado depois que Dwight colocou um gigantesco outdoor sobre as janelas do escritório. Ele é capaz de tocar teclado e gosta de tocar paisagens sonoras. Ele é fã de novelas coreanas e também indica que tem um fetiche asiático, pois afirma que as novelas seriam perturbadoras se o espectador não o tivesse. Em uma cena deletada de "Batizado", é revelado que ele patrocina crianças em países atingidos pela pobreza. Em "PDA", ele admite que usou ecstasy. Parece que ele não segue o basquete, já que certa vez se referiu incorretamente a Michael Jordan como "Magic Jordan". Ele também admitiu que tem medo de viajar de avião, o que deve suportar devido à sua obrigação de voar de um lado para outro do prédio de escritórios da Dunder Mifflin em Scranton até a sede do Sabre na Flórida durante os dias da semana.
Exceto por Erin, com quem ele namorou a maior parte da sétima temporada, ele nunca teve um relacionamento romântico com mais ninguém; ele estava vinculado à agenda irregular e exigente de Jo até Robert California assumir o cargo de CEO. Em "Dia de São Patrício", é revelado que ele "precisa" ir a Amesterdão sete vezes por ano, presumivelmente pela prostituição legalizada. Gabe também é firmemente contra o ditado "Bros Before Hoes", afirmando que ele "jogaria qualquer irmão debaixo do ônibus por qualquer prostituta".